# Liste der Deutschen Hallenmeister im Hürdenlauf
Die Liste der Deutschen Hallenmeister im Hürdenlauf enthält alle Leichtathleten und Leichtathletinnen, die den Hürdenlauf bei Deutschen Leichtathletik-Hallenmeisterschaften gewannen. Die in der Halle gelaufene Hürdenstrecke beträgt gewöhnlich 60 m, es wurden vor 1980 aber auch Meisterschaftsläufe über 50 m, 55 m, 70 m oder 80 m Hürden ausgetragen.

## Deutsche Meisterschaften (DLV)
| Jahr | Strecke | Herren                                    | T [s] | Damen                                                       | T [s] |
| ---- | ------- | ----------------------------------------- | ----- | ----------------------------------------------------------- | ----- |
| 1954 | 70 m    | Bert Steines (TuS Rot-Weiß Koblenz)       | 9,5   | Anneliese Seonbuchner (1. FC Nürnberg)                      | 10,1  |
| 1955 | 60 m    | Bert Steines (TuS Rot-Weiß Koblenz)       | 8,2   | Anneliese Seonbuchner (1. FC Nürnberg)                      | 8,6   |
| 1956 | 70 m    | Bert Steines (TuS Rot-Weiß Koblenz)       | 9,3   | Regina Lorberg (TK Hannover)                                | 10,0  |
| 1957 | 60 m    | Rudi Felger (TSG Backnang)                | 8,4   | Regina Bock 1 (TK Hannover)                                 | 8,8   |
| 1958 | 55 m    | Bert Steines (TuS Rot-Weiß Koblenz)       | 7,4   | Erika Fisch (Hannover 96)                                   | 8,0   |
| 1959 | 80 m    | Günther Brand (TV Wetzlar)                | 10,7  | Zenta Kopp (TSV 1860 München)                               | 11,2  |
| 1960 | 55 m    | Günther Brand (TV Wetzlar)                | 7,4   | Monika Wessel (Salamander Kornwestheim)                     | 8,1   |
| 1961 | 60 m    | Klaus Nüske (ASV Berlin)                  | 8,0   | Erika Fisch (Hannover 96)                                   | 8,4   |
| 1962 | 55 m    | Klaus Nüske (ASV Berlin)                  | 7,4   | Erika Fisch (Hannover 96)                                   | 7,7   |
| 1963 | 60 m    | Klaus Nüske (ASV Berlin)                  | 7,9   | Ingrid Schlundt (ASV Köln)                                  | 8,8   |
| 1964 | 50 m    | Klaus Willimczik (USC Mainz)              | 6,8   | Erika Fisch (Hannover 96)                                   | 7,2   |
| 1965 | 60 m    | Werner Trzmiel (VfL Bochum)               | 8,0   | Inge Schell (TSV 1860 München)                              | 8,4   |
| 1966 | 50 m    | Hinrich John (Hannover 96)                | 6,7   | Inge Schell (TSV 1860 München)                              | 7,2   |
| 1967 | 60 m    | Hans Bickel (SV Siemens Nürnberg)         | 7,9   | Inge Schell (TSV 1860 München)                              | 8,3   |
| 1968 | 60 m    | Günther Nickel (SV Bayer 04 Leverkusen)   | 7,9   | Inge Schell (TSV 1860 München)                              | 8,4   |
| 1969 | 50 m    | Günther Nickel (SV Bayer 04 Leverkusen)   | 6,5   | Inge Schell (TSV 1860 München)                              | 7,1   |
| 1970 | 50 m    | Günther Nickel (SV Bayer 04 Leverkusen)   | 6,5   | Heidi Schüller (ASV Köln)                                   | 7,2   |
| 1971 | 50 m    | Günther Nickel (SV Bayer 04 Leverkusen)   | 6,48  | Heide Rosendahl (TuS 04 Leverkusen)                         | 7,05  |
| 1972 | 60 m    | Manfred Schumann (SV Bayer 04 Leverkusen) | 7,7   | Margit Bach (SV Bayer 04 Leverkusen)                        | 8,2   |
| 1973 | 50 m    | Manfred Schumann (USC Mainz)              | 6,68  | Uta Nolte (TuS 04 Leverkusen)                               | 7,10  |
| 1974 | 60 m    | Manfred Schumann (USC Mainz)              | 7,85  | Silvia Käwel 2 (TuS 04 Leverkusen)                          | 8,46  |
| 1975 | 60 m    | Günther Nickel (SV Bayer 04 Leverkusen)   | 7,90  | Silvia Kempin (TuS 04 Leverkusen)                           | 8,38  |
| 1976 | 60 m    | Guido Kratschmer (USC Mainz)              | 7,98  | Ursula Schalück (OSC Dortmund)                              | 8,22  |
| 1977 | 60 m    | Manfred Schumann (USC Mainz)              | 7,84  | Leonore Leidel (SV Bayer 04 Leverkusen)                     | 8,42  |
| 1978 | 60 m    | Dieter Gebhard (Salamander Kornwestheim)  | 7,84  | Silvia Kempin (TuS 04 Leverkusen)                           | 8,15  |
| 1979 | 50 m    | Dieter Gebhard (Salamander Kornwestheim)  | 6,60  | Doris Baum (TK Grevenbroich)                                | 7,02  |
| 1980 | 60 m    | Guido Kratschmer (USC Mainz)              | 7,84  | Doris Baum (TK Grevenbroich)                                | 8,21  |
| 1981 | 60 m    | Dieter Gebhard (Salamander Kornwestheim)  | 7,78  | Silvia Kempin (LG Bayer Leverkusen)                         | 8,06  |
| 1982 | 60 m    | Axel Schaumann (LG Kappelberg)            | 7,77  | Sabine Everts (LAV Düsseldorf)                              | 8,21  |
| 1983 | 60 m    | Axel Schaumann (LG Kappelberg)            | 7,66  | Ulrike Denk (ASV Köln)                                      | 8,07  |
| 1984 | 60 m    | Axel Schaumann (MTV Stuttgart)            | 7,72  | Edith Oker (LG Bayer Leverkusen)                            | 8,09  |
| 1985 | 60 m    | Jürgen Schoch (Salamander Kornwestheim)   | 7,84  | Ulrike Denk (LG Bayer Leverkusen)                           | 7,98  |
| 1986 | 60 m    | Guido Kratschmer (USC Mainz)              | 7,73  | Ulrike Denk (LG Bayer Leverkusen)                           | 7,93  |
| 1987 | 60 m    | Stefan Mattern (LG Kreis Verden)          | 7,74  | Edith Oker (LG Bayer Leverkusen)                            | 8,17  |
| 1988 | 60 m    | Florian Schwarthoff (LG Erlangen)         | 7,73  | Ulrike Denk (LG Bayer Leverkusen)                           | 8,00  |
| 1989 | 60 m    | Florian Schwarthoff (TV Heppenheim)       | 7,77  | Gabi Lippe 3 (MTG Mannheim)                                 | 8,07  |
| 1990 | 60 m    | Florian Schwarthoff (TV Heppenheim)       | 7,52  | Caren Jung (TK Grevenbroich)                                | 8,03  |
| 1991 | 60 m    | Stefan Mattern (TK Hannover)              | 7,75  | Claudia Zaczkiewicz (TSG Weinheim)                          | 8,12  |
| 1992 | 60 m    | Florian Schwarthoff (TV Heppenheim)       | 7,58  | Gabi Roth (MTG Mannheim)                                    | 8,15  |
| 1993 | 60 m    | Dietmar Koszewski (LAC Halensee Berlin)   | 7,55  | Birgit Wolf 4 (VfL Sindelfingen)                            | 8,07  |
| 1994 | 60 m    | Mike Fenner (SC Charlottenburg)           | 7,56  | Caren Jung 5 (MTG Mannheim)                                 | 8,13  |
| 1995 | 60 m    | Frank Busemann (LG Olympia Dortmund)      | 7,57  | Caren Jung 5 (MTG Mannheim)                                 | 8,25  |
| 1996 | 60 m    | Falk Balzer (TuS Jena)                    | 7,53  | Heike Tillack (MTG Mannheim)                                | 7,99  |
| 1997 | 60 m    | Mike Fenner (LG Nike Berlin)              | 7,57  | Caren Sonn (MTG Mannheim)                                   | 8,07  |
| 1998 | 60 m    | Falk Balzer (TuS Jena)                    | 7,49  | Caren Sonn (MTG Mannheim)                                   | 8,10  |
| 1999 | 60 m    | Ralf Leberer (SSV Ulm 1846)               | 7,65  | Birgit Hamann (VfL Sindelfingen)                            | 8,08  |
| 2000 | 60 m    | Falk Balzer (TuS Jena)                    | 7,54  | Caren Sonn (MTG Mannheim)                                   | 8,15  |
| 2001 | 60 m    | Ralf Leberer (SSV Ulm 1846)               | 7,65  | Juliane Sprenger (LG Kindelsberg Kreuztal)                  | 8,06  |
| 2002 | 60 m    | Mike Fenner (TV Wattenscheid)             | 7,57  | Kirsten Bolm (LT DSHS Köln)                                 | 7,97  |
| 2003 | 60 m    | Mike Fenner (TV Wattenscheid)             | 7,69  | Nadine Hentschke (MTG Mannheim)                             | 8,12  |
| 2004 | 60 m    | Jan Schindzielorz (LAC Quelle)            | 7,76  | Juliane Sprenger (LG Kindelsberg Kreuztal)                  | 8,02  |
| 2005 | 60 m    | Thomas Blaschek (LAZ Leipzig)             | 7,64  | Kirsten Bolm (MTG Mannheim)                                 | 7,93  |
| 2006 | 60 m    | Thomas Blaschek (LAZ Leipzig)             | 7,64  | Kirsten Bolm (MTG Mannheim)                                 | 7,94  |
| 2007 | 60 m    | Thomas Blaschek (LAZ Leipzig)             | 7,64  | Kirsten Bolm (MTG Mannheim)                                 | 8,01  |
| 2008 | 60 m    | Thomas Blaschek (LAZ Leipzig)             | 7,58  | Judith Ritz (LAZ Leipzig)                                   | 8,15  |
| 2009 | 60 m    | Erik Balnuweit (LAZ Leipzig)              | 7,63  | Nadine Hildebrand (LAZ Salamander Kornwestheim-Ludwigsburg) | 8,07  |
| 2010 | 60 m    | Alexander John (LAZ Leipzig)              | 7,68  | Carolin Nytra (Bremer LT)                                   | 7,89  |
| 2011 | 60 m    | Gregor Traber (LAV asics Tübingen)        | 7,75  | Carolin Nytra (MTG Mannheim)                                | 7,93  |
| 2012 | 60 m    | Gregor Traber (LAV Tübingen)              | 7,59  | Cindy Roleder (LAZ Leipzig)                                 | 7,98  |
| 2013 | 60 m    | Erik Balnuweit (LAZ Leipzig)              | 7,61  | Nadine Hildebrand (VfL Sindelfingen)                        | 8,07  |
| 2014 | 60 m    | Erik Balnuweit (LAZ Leipzig)              | 7,60  | Nadine Hildebrand (VfL Sindelfingen)                        | 7,92  |
| 2015 | 60 m    | Erik Balnuweit (LAZ Leipzig)              | 7,65  | Cindy Roleder (LAZ Leipzig)                                 | 7,99  |
| 2016 | 60 m    | Erik Balnuweit (SC DHfK Leipzig)          | 7,61  | Cindy Roleder (SC DHfK Leipzig)                             | 7,88  |
| 2017 | 60 m    | Erik Balnuweit (TV Wattenscheid 01)       | 7,62  | Pamela Dutkiewicz (TV Wattenscheid 01)                      | 7,79  |
| 2018 | 60 m    | Erik Balnuweit (TV Wattenscheid 01)       | 7,65  | Cindy Roleder (SV Halle)                                    | 7,84  |
| 2019 | 60 m    | Gregor Traber (LAV Tübingen)              | 7,62  | Pamela Dutkiewicz (TV Wattenscheid 01)                      | 7,90  |
| 2020 | 60 m    | Gregor Traber (LAV Tübingen)              | 7,59  | Caroline Klein (TSV Bayer 04 Leverkusen)                    | 8,15  |
| 2021 | 60 m    | Erik Balnuweit (TV Wattenscheid 01)       | 7,70  | Ricarda Lobe (MTG Mannheim)                                 | 8,19  |

## Meisterschaften der DDR (DVfL)
| Jahr | Strecke | Herren                                                                 | T [s] | Damen                                   | T [s] |
| ---- | ------- | ---------------------------------------------------------------------- | ----- | --------------------------------------- | ----- |
| 1964 | 55 m    | Hans-Werner Regenbrecht (SC Dynamo Berlin)                             | 7,4   | Karin Balzer (SC Frankfurt)             | 7,6   |
| 1965 | 55 m    | Christian Voigt (SC Dynamo Berlin)                                     | 7,3   | Karin Balzer (SC Frankfurt)             | 7,8   |
| 1966 | 55 m    | Bodo Heinemann (SC Cottbus)                                            | 7,3   | Gundula Diel (TSC Berlin)               | 7,7   |
| 1967 | 55 m    | Richard Stotz (ASK Vorwärts Potsdam)                                   | 7,4   | Karin Balzer (SC Frankfurt)             | 7,5   |
| 1968 | 55 m    | Richard Stotz (ASK Vorwärts Potsdam)                                   | 7,1   | Karin Balzer (SC Frankfurt)             | 7,6   |
| 1969 | 55 m    | Raimund Bethge (SC Frankfurt) und Richard Stotz (ASK Vorwärts Potsdam) | 7,2   | Karin Balzer (SC Frankfurt)             | 7,7   |
| 1970 | 55 m    | Frank Siebeck (SC Leipzig)                                             | 7,0   | Karin Balzer (SC Frankfurt)             | 7,5   |
| 1971 | 50 m    | Frank Siebeck (SC Leipzig)                                             | 6,5   | Annelie Ehrhardt (SC Magdeburg)         | 6,8   |
| 1972 | 50 m    | Klaus Schönberger (SC Leipzig)                                         | 6,7   | Annelie Ehrhardt (SC Magdeburg)         | 6,6   |
| 1973 | 60 m    | Frank Siebeck (SC Leipzig)                                             | 7,80  | Annelie Ehrhardt (SC Magdeburg)         | 8,19  |
| 1974 | 50 m    | Thomas Munkelt (SC DHfK Leipzig)                                       | 6,53  | Annelie Ehrhardt (SC Magdeburg)         | 6,76  |
| 1975 | 60 m    | Klaus Fiedler (SC Turbine Erfurt)                                      | 7,76  | Annelie Ehrhardt (SC Magdeburg)         | 8,16  |
| 1976 | 50 m    | Thomas Munkelt (SC DHfK Leipzig)                                       | 6,49  | Annerose Fiedler (SC Turbine Erfurt)    | 6,95  |
| 1977 | 50 m    | Thomas Munkelt (SC DHfK Leipzig)                                       | 6,59  | Margit Bartkowiak (SC Cottbus)          | 7,14  |
| 1978 | 60 m    | Thomas Munkelt (SC DHfK Leipzig)                                       | 7,75  | Johanna Klier (SC Turbine Erfurt)       | 8,09  |
| 1979 | 60 m    | Thomas Munkelt (SC DHfK Leipzig)                                       | 7,76  | Regina Beyer (SC Cottbus)               | 8,06  |
| 1980 | 60 m    | Thomas Munkelt (SC DHfK Leipzig)                                       | 7,70  | Bettine Gärtz 1 (SC Karl-Marx-Stadt)    | 8,01  |
| 1981 | 60 m    | Thomas Munkelt (SC DHfK Leipzig)                                       | 7,81  | Kerstin Knabe (SC DHfK Leipzig)         | 8,23  |
| 1982 | 60 m    | Jörg Naumann (SC Karl-Marx-Stadt)                                      | 7,87  | Kerstin Knabe (SC DHfK Leipzig)         | 7,97  |
| 1983 | 60 m    | Thomas Munkelt (SC DHfK Leipzig)                                       | 7,63  | Bettine Jahn (SC Karl-Marx-Stadt)       | 7,86  |
| 1984 | 60 m    | Thomas Munkelt (SC DHfK Leipzig)                                       | 7,75  | Cornelia Riefstahl 2 (SC Dynamo Berlin) | 7,92  |
| 1985 | 60 m    | Holger Pohland (SC DHfK Leipzig)                                       | 7,68  | Cornelia Oschkenat (SC Dynamo Berlin)   | 7,98  |
| 1986 | 60 m    | Holger Pohland (SC DHfK Leipzig)                                       | 7,70  | Cornelia Oschkenat (SC Dynamo Berlin)   | 7,84  |
| 1987 | 60 m    | Andreas Oschkenat (SC Dynamo Berlin)                                   | 7,83  | Cornelia Oschkenat (SC Dynamo Berlin)   | 7,86  |
| 1988 | 60 m    | Andreas Oschkenat (SC Dynamo Berlin)                                   | 7,74  | Cornelia Oschkenat (SC Dynamo Berlin)   | 7,82  |
| 1989 | 60 m    | Holger Pohland (SC DHfK Leipzig)                                       | 7,69  | Cornelia Oschkenat (SC Dynamo Berlin)   | 7,93  |
| 1990 | 60 m    | Holger Pohland (SC DHfK Leipzig)                                       | 7,90  | Kristin Patzwahl (SC DHfK Leipzig)      | 8,20  |